# Jim Broyhill

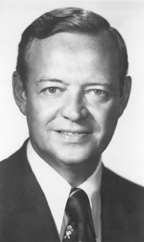
Jim Broyhill

James Thomas „Jim“ Broyhill (* 19. August 1927 in Lenoir, North Carolina; † 18. Februar 2023 in Winston-Salem, North Carolina) war ein US-amerikanischer Politiker der Republikanischen Partei. Broyhill war vom 3. Januar 1963 bis zum 3. Januar 1969 Mitglied des Repräsentantenhauses der Vereinigten Staaten für den 9. Bezirk North Carolinas und vertrat danach bis zum 14. Juli 1986 den 10. Bezirk.
Am 14. Juli 1986 wurde Broyhill zum Senator der Klasse 3 von North Carolina ernannt. Er übernahm diesen Posten, nachdem sich sein Vorgänger John Porter East das Leben nahm. Broyhill kandidierte auch offiziell um die Nachfolge Easts, unterlag jedoch dem Demokraten Terry Sanford. Nach dem Ende seiner Amtszeit als Senator am 4. November 1986 zog sich Broyhill weitestgehend aus der Politik zurück.
Broyhill war mit Louise verheiratet und hatte drei Kinder.